# Mayersville
Mayersville és una població dels Estats Units a l'estat de Mississipi. Segons el cens del 2000 tenia 795 habitants.

## Demografia
Segons el cens del 2000, Mayersville tenia 795 habitants, 190 habitatges, i 126 famílies. La densitat de població era de 274,1 habitants per km².
Dels 190 habitatges en un 40,5% hi vivien nens de menys de 18 anys, en un 26,3% hi vivien parelles casades, en un 31,1% dones solteres, i en un 33,2% no eren unitats familiars. En el 31,1% dels habitatges hi vivien persones soles el 13,7% de les quals corresponia a persones de 65 anys o més que vivien soles. El nombre mitjà de persones vivint en cada habitatge era de 2,8 i el nombre mitjà de persones que vivien en cada família era de 3,53.
Per edats la població es repartia de la següent manera: un 26,4% tenia menys de 18 anys, un 16% entre 18 i 24, un 36,9% entre 25 i 44, un 13,7% de 45 a 60 i un 7% 65 anys o més.
L'edat mediana era de 29 anys. Per cada 100 dones de 18 o més anys hi havia 228,7 homes.
La renda mediana per habitatge era de 10.962 $ i la renda mediana per família de 15.208 $. Els homes tenien una renda mediana de 20.917 $ mentre que les dones 15.875 $. La renda per capita de la població era de 7.287 $. Entorn del 41,6% de les famílies i el 49,9% de la població estaven per davall del llindar de pobresa.

## Poblacions més properes
El següent diagrama mostra les poblacions més properes.